# Monastero doppio
Il monastero doppio (o anche, successivamente, abbazia doppia) è un'istituzione monastica che ospita, in strutture monastiche separate, monaci e monache, sotto la direzione unica di un abate o di una badessa. Ne esistevano in Oriente dalla prima metà del IV secolo. In Occidente si osservano due grandi ondate di fondazione di questo tipo di monasteri: quella del cristianesimo celtico, precisamente nel VII secolo, e quella della riforma gregoriana, nei secoli XI e XII.

## Storia

### Antichità

#### Oriente

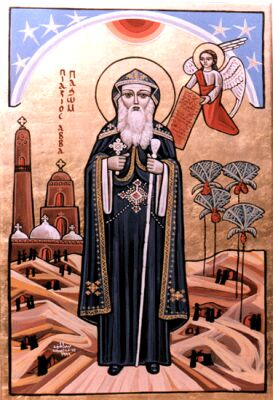
San Pacomio, fondatore del monastero di Tabennensis.

Questo tipo di organizzazione monastica comparve in Oriente allo stesso tempo del cenobitismo cristiano:  esso fu dovuto alla necessità per le donne di avere accanto uomini, i soli abilitati a celebrare l'Ufficio divino e ad amministrare i sacramenti. Pare che i monasteri misti fossero numerosi in Oriente nei primi secoli del monachesimo cristiano.
In questo tipo di monasteri vengono anche annoverati i "monasteri familiari", nei quali alcuni membri della comunità erano legati da vincoli di parentela: il marito dirigeva la comunità dei monaci e la moglie quella delle monache, ovvero i due ruoli erano ricoperti rispettivamente da fratello e sorella.
La tradizione latina vede in san Pacomio (292 - 348) il padre del cenobitismo, cioè della vita religiosa in comune. La prima fondazione di Pacomio fu mista: egli eresse un monastero maschile a Tabennensis, in Tebaide, su una riva del Nilo, mentre la sorella Maria fondò una comunità monacale femminile sulla riva opposta. Pacomio lasciò indicazioni sui rapporti fra monaci e monache viventi secondo la sua regola monastica, la prima di tutte quelle note: per esempio, i monaci s'incaricavano dei lavori di costruzione e le monache del confezionamento degli abiti.
Nel 352, nel Regno del Ponto, su una riva del fiume Yeşil, santa Macrina e sua madre, Emmelia, fondarono il monastero delle Vergini (forse ad Annesi, presso Nikstar).
Il loro, rispettivamente, fratello e figlio, San Basilio di Cesarea, fondò sei anni dopo, sulla riva opposta del fiume, un monastero maschile Anch'egli lasciò una regola che tratta dei rapporti fra monaci e monache e il fratello, San Gregorio di Nissa, ci ragguaglia, nella sua Vita di Macrina, sulle relazioni fra le due comunità..
Il monastero del Monte degli Ulivi a Gerusalemme venne fondato verso il 380 da Melania l'anziana e la comunità maschile fu affidata a Tirannio Rufino.
Il monastero di Betlemme in Palestina fu fondato nel 386 dalla ricca vedova santa Paola di Roma. La comunità maschile fu diretta inizialmente da Girolamo di Stridone.
Il monastero di Baouit, nel Medio Egitto, fu fondato verso il 385-390 da Sant'Apollo di Baouit, che lasciò anche una regola. Il monastero è dotato di due chiese.

#### Occidente
Il primo monastero doppio d'Occidente sarebbe stato fondato a Kildare (Irlanda), verso il 470, da Santa Brigida, che ne avrebbe messo alla testa una badessa proveniente da una famiglia nobile locale, ma gli storici esprimono riserve in proposito.

### Alto Medioevo

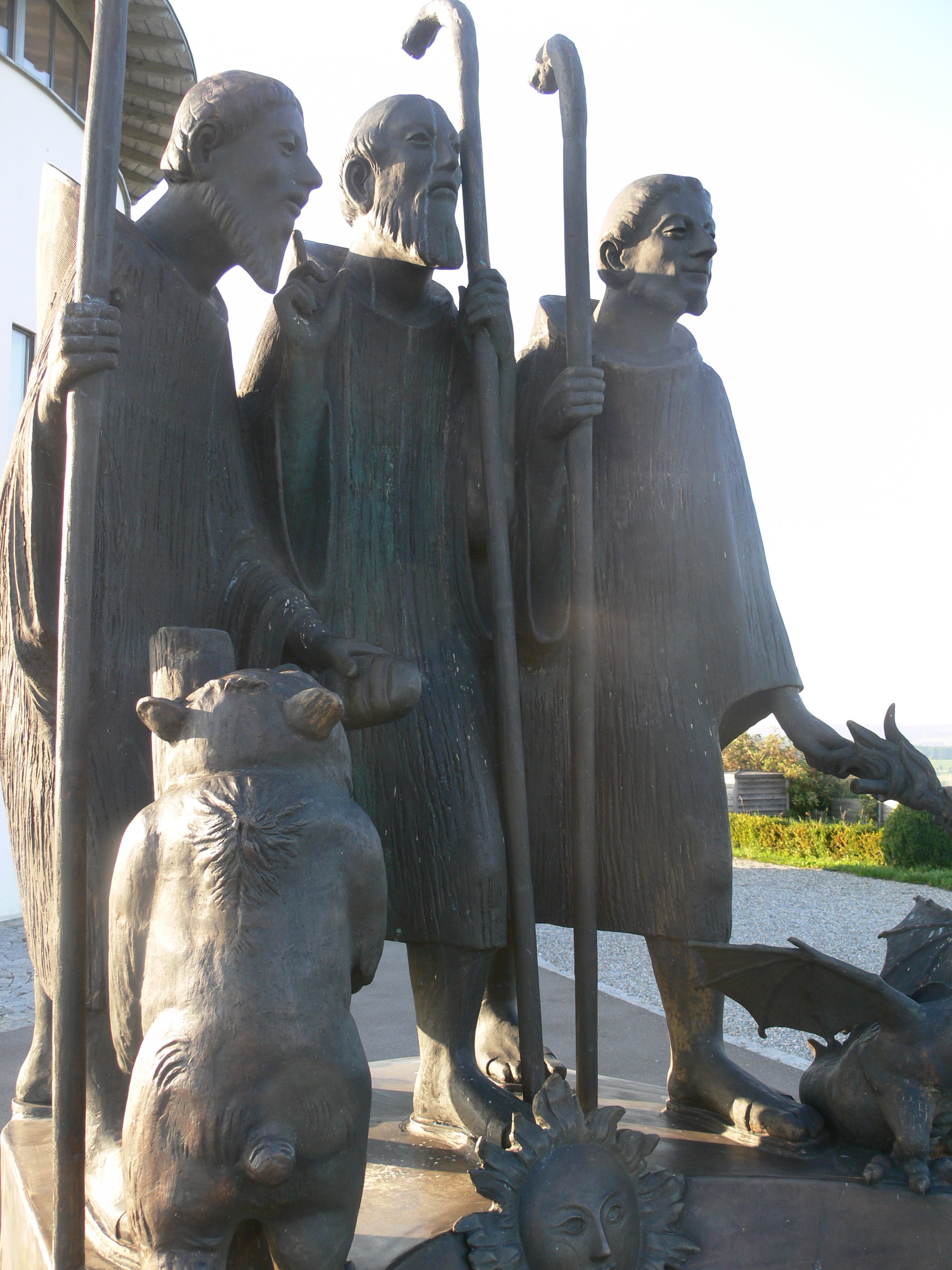
Statua di tre monaci in cammino con i loro bastoni, scortati da animali fantastici: San Colombano (al centro), i cui seguaci fondarono numerosi monasteri doppi.

L'Alto Medioevo è caratterizzato dall'impronta del cristianesimo celtico (V - XII secolo), che ebbe il suo apogeo nel VII secolo. Infaticabili missionari irlandesi, con i loro discepoli, fondarono monasteri in Scozia, Gallia, Germania, Svizzera, Italia e Inghilterra. E, poiché la tradizione celtica rispetta la donna, si vedevano badesse a capo di monasteri doppi dell'epoca (a una badessa succedeva sempre un'altra badessa).
In via eccezionale poteva succedere che un abate avesse autorità sui monaci e una badessa sulle monache.. (Notare che fino al X secolo non si parlava di abbazie.)
Non si sa attraverso quale canale l'idea di monastero doppio fosse arrivata in Occidente. Se ci si basa sui soli monasteri noti a oggi, pare che il fenomeno abbia avuto i suoi inizi in Gallia, con istituzioni d'ispirazione colombaniana (San Colombano stesso, morto nel 615, non par essere a esse contemporaneo:  le più antiche che si conoscano sono quella di Faremoutiers e quella di Remiremont, che comparvero verso il 620).
Nell'ultimo terzo del VII secolo, sia nei monasteri semplici che in quelli doppi, le rigorose regole irlandesi cominciarono a essere rimpiazzate da quelle benedettine, più ben accette a monaci e monache, il che contribuì al declino del cristianesimo celtico.
La maggior parte degli istituti doppi non sopravvisse al passaggio dei Vichinghi del IX e del X secolo. Ne è un caso evidente l'Inghilterra, ove numerosi monasteri doppi furono distrutti: allorché vennero restaurati, se ne fecero monasteri ordinari.  Senza sparire completamente, il fenomeno si "assopì" fino alla metà dell'XI secolo.

#### Gallia
In Gallia, durante l'occupazione romana, il cristianesimo si diffuse nelle città e presso l'aristocrazia delle grandi proprietà. Nell'epoca merovingia i vescovi erano sempre presenti nelle città, delle quali tenevano nelle loro mani l'amministrazione, ma le campagne erano lasciate al paganesimo.
I missionari irlandesi si dedicarono alla cristianizzazione delle campagne e a riorganizzare i loro circuiti economici.
I primi monasteri della Gallia furono maschili, come quello di Luxeuil, e in effetti è difficile immaginare una comunità di sole donne, isolata nel pieno di una foresta: ciò avrebbe creato grossi problemi di sicurezza e di approvvigionamento. Il monastero doppio offriva una soluzione a tali problemi.
Il monastero di Faremoutiers, nella Brie, fu fondato nel 620 da Santa Fara, che ebbe modo di conoscere l'irlandese Colombano e successivamente il suo discepolo prediletto Sant'Eustasio. Santa Fara fu la prima badessa di una propria istituzione e forse il suo fu il primo monastero doppio della Gallia.. La comunità seguiva le dure costumanze iro-scote e nella disciplina non si faceva distinzione fra i due sessi. Giona di Bobbio relaziona a proposito di un tentativo di fuga da un dormitorio femminile, mediante una scala.

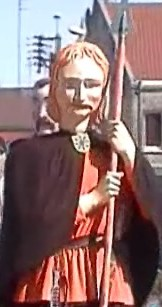
Sant'Adalbaldo, fondatore del monastero di Marchiennes.

Il monastero di San Pietro di Remiremont, nei Vosgi, fu fondato verso il 620 da sant'Amato (discepolo di Colombano) e da San Romarico (monaco di Luxeuil). Esso era diretto da badesse, la prima delle quali fu santa Mactefelda. Le monache vivevano sull'altura, i monaci nella valle. Durante i primi secoli la regola seguita era quella di San Colombano..
Il monastero di Jouarre, nell'Île-de-France, fu fondato verso il 630 da Adone. Forse fu, per un certo periodo, un monastero doppio.. La prima badessa ne fu santa Teodechilde (o Telchilde). La regola era quella di san Colombano.
Il monastero maschile di Marchiennes, nelle Fiandre, fu fondato nel 630 da monaci colombaniani e dal conte Adalbaldo, che morì nel 642. La sua vedova, santa Rictrude, aggiunse a quel monastero, nel 643, un monastero femminile, per ritirarvisi con le sue tre figlie. Rictrude fu la prima badessa di questa istituzione, che rimase doppia fino al 1024.
Il monastero di Nivelles, in Belgio, fu fondato verso il 640, sotto l'influenza di sant'Amando, da santa Itta. Sua figlia, santa Gertrude, ne fu la prima badessa.
Il monastero di Saint-Jean Baptiste de Laon, in Piccardia, fu fondato verso il 648 da santa Salaberga, che ne fu la prima badessa. Salaberga fu seguace del colombaniano sant'Eustasio.
Il monastero di Saint-Pierre d'Étival, nei Vosgi, dovrebbe, secondo alcuni, essere stato fondato da Bodone (o Leudino), fratello di santa Salaberga, fra il 640 e il 660. Si presume che vi si seguisse la regola colombaniana. Il monastero femminile, oggi scomparso, era situato al Faing des Dames, a 500 passi ad ovest del monastero maschile.
Il monastero di Chelles, nell'Île-de-France, fu fondato nel 656 dalla regina Batilde. La prima badessa ne fu santa Bertilla.
Il monastero di San Pietro di Hasnon, nel Nord-Passo di Calais, fu fondato nel 670 da Giovanni ed Eulalia d'Ostrevant. Esso era diretto da badesse.

#### Nortumbria
Il monastero maschile di Lindisfarne, in Northumbria, era la "punta di lancia" dei missionari irlandesi nei regni anglo-sassoni. Suo fondatore e primo abate, sant'Aidan, era all'origine della creazione dei due monasteri doppi:
- il monastero di Hartlepool, fondato nel 640 da lui stesso e da santa Hieu, «la prima monaca d'Inghilterra»,[1] che ne fu anche la prima badessa;
- il monastero di Coldingham, fondato nello stesso periodo da santa Ebba, sorella del re Oswy. Ella ne fu la prima badessa. Fu uno dei rari monasteri che fornirono a Beda il Venerabile l'occasione di segnalare un rilassamento della disciplina.[27]

Dopo la morte d'Aidan, il re Oswy fondò il monastero di Whitby nel 657. La prima badessa ne fu santa Hilda.

#### Altri regni anglo-sassoni

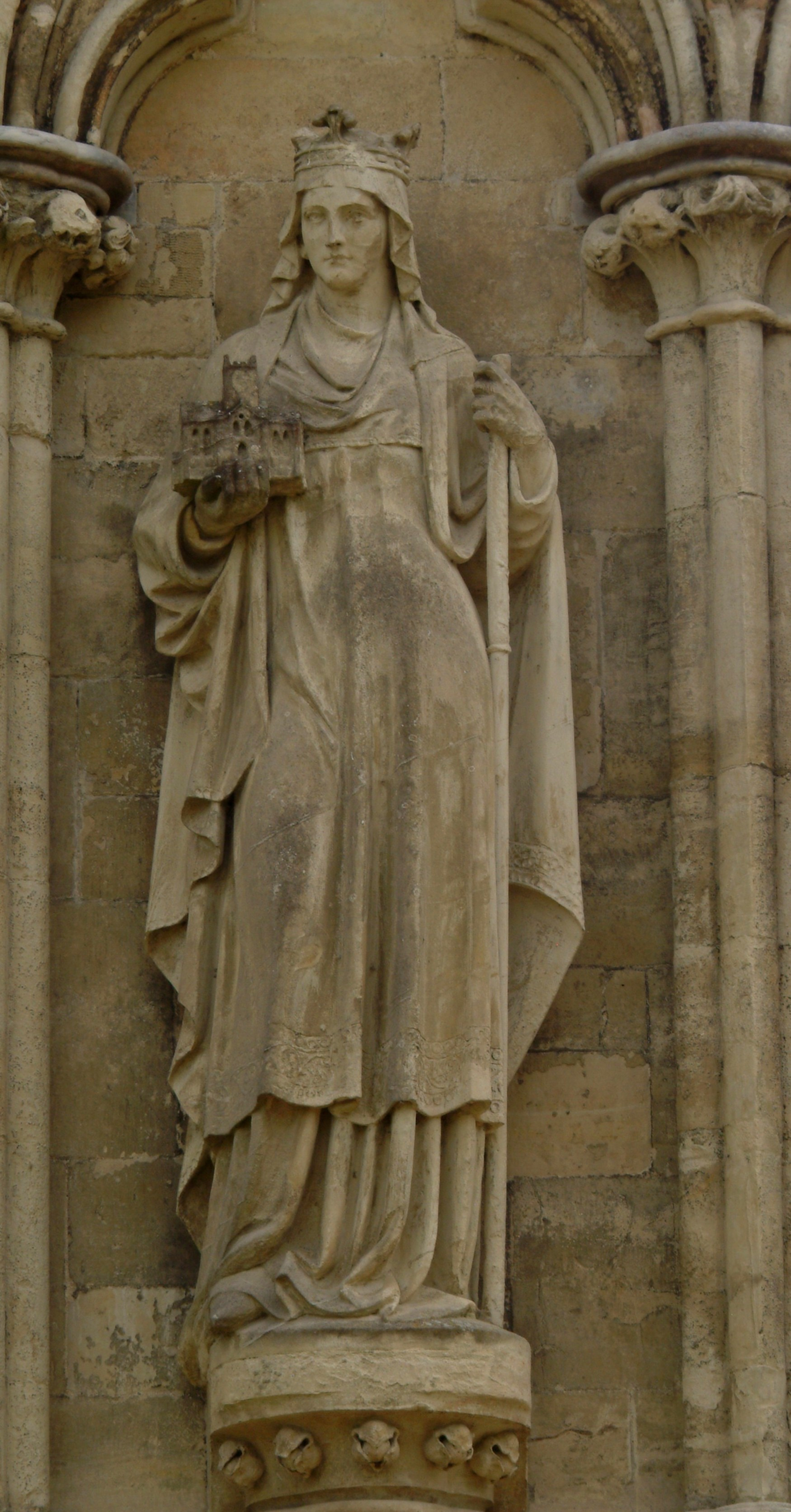
Santa Etheldrède, fondatrice del monastero di Ely.

Nel resto della Bretagna insulare (ove un vescovo e alcuni benedettini presero piede nel 669 per controbilanciare l'offensiva missionaria irlandese), la maggior parte delle prime fondazioni furono monasteri doppi. Vi si trovano, in poche occasioni, anche monasteri familiari.
Il monastero di Barking, nell'Essex, fu fondato da sant' Erkenwald, il futuro vescovo di Londra. Sua sorella, santa Ethelburga (da non confondersi con l'omonima, santa Etelburga del Kent), ne fu la prima badessa. Fu Beda il Venerabile a citare questo monastero come doppio. Ma la data di fondazione è controversa (probabilmente intorno al 666). Tre secoli dopo, riformato da san Dunstan, divenne un monastero femminile.
Il monastero di Minster-in-Thanet, nel Kent, fu fondato nel 670 da santa Ermenburga (divenuta Domneva), principessa di casa reale. Ella ne fu la prima badessa.
Il monastero di Minster-in-Sheppey, nell'isola di Sheppey (Kent), fu fondato verso il 670 da santa Sexburga, vedova del re Earconbert. Ella ne fu la prima badessa.
Il monastero di Ely, in Anglia orientale, fu fondato nel 673 da santa Eteldreda, che ne fu la prima badessa.
Il monastero di Wimborne, nel Wessex, fu fondato verso il 705 da santa Cuthburga e da sua sorella, santa Quenburga. Cuthburga ne fu la prima badessa.

#### Spagna
La Spagna conta più di 200 monasteri doppi, fra i quali alcuni familiari.
L'idea di monastero doppio fu introdotta da san Fruttuoso, la cui prima fondazione fu Compludo, nella Provincia di León, nel 640. Da tutte le parti vi affluivano uomini che volevano diventar monaci, giovani e vecchi, nobili e servi, capi militari e soldati semplici, ma anche le loro famiglie. Il monastero formò allora un villaggio ove vivevano separatamente, vestiti di sacco, i monaci, le loro mogli ed i loro figli: la maggior parte delle mogli avevano abbracciato, come i loro mariti, la vita monastica e i figli seguivano un'educazione che li preparava a diventare monaci. Tutti dovevano dimenticare i loro precedenti legami familiari. Fu per Compludo che san Fruttuoso redasse la sua prima regola.

#### Germania
Il monastero di Disibodenberg fu fondato verso il 650 dall'irlandese san Disibodo. La regola era quella di san Colombano.
Il monastero maschile di Heidenheim, ad Heidenheim in Baviera, fu fondato dai fratelli san Vunibaldo e san Villibaldo, verso il 752. La loro sorella, santa Valpurga, ne fece un monastero doppio. Alla morte di Vunibaldo, avvenuta nel 761, ne divenne la badessa, con autorità tanto sulle monache che sui monaci.

#### Alsazia

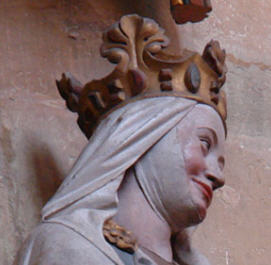
Adelaide di Borgogna, fondatrice del monastero di Seltz.

Il monastero femminile di Hohenbourg, sull'attuale mont Sainte-Odile, fu fondato nel 680 da sant'Ottilia, discepola di sant'Erardo, missionario irlandese. Intorno al 700 Ottilia fondò il monastero maschile di Niedermunster ("a pié del monte"). Ella fu la prima badessa di questo monastero doppio.
Il monastero d'Altorf fu fondato nel 974 da Ugo III di Nordgau e dalla consorte Helwilde. Divenne monastero solo maschile prima del 1251.
Il monastero di Seltz fu fondato nel 988 da Adelaide di Borgogna e divenne monastero semplice maschile nel XIII secolo, dopo l'abbandono da parte delle monache.

#### Svizzera
Il monastero di Rheinau sarebbe stato fondato nel 778 ma la data è incerta.

#### Italia
In Italia vi furono pochi monasteri doppi e tutti in Sardegna, secondo san Gregorio Magno.. Beda il Venerabile ne cita uno a Roma.

#### Irlanda
Non si ha notizia di monasteri doppi in Irlanda, se si esclude l'antica e semi-leggendaria fondazione di Kildare. Tuttavia potrebbe essercene stato qualcuno.

#### Monasteri gemelli
Vi è una certa confusione fra monasteri doppi (monaci e monache) e "monasteri gemelli" (solo monaci).
I monasteri gemelli di Stavelot e di Malmedy, in Belgio, furono fondati pressoché insieme nel 648 da san Remaclo. Nonostante si trattasse di monasteri maschili riuniti sotto l'autorità di un unico abate, questa istituzione è talvolta detta "doppia".

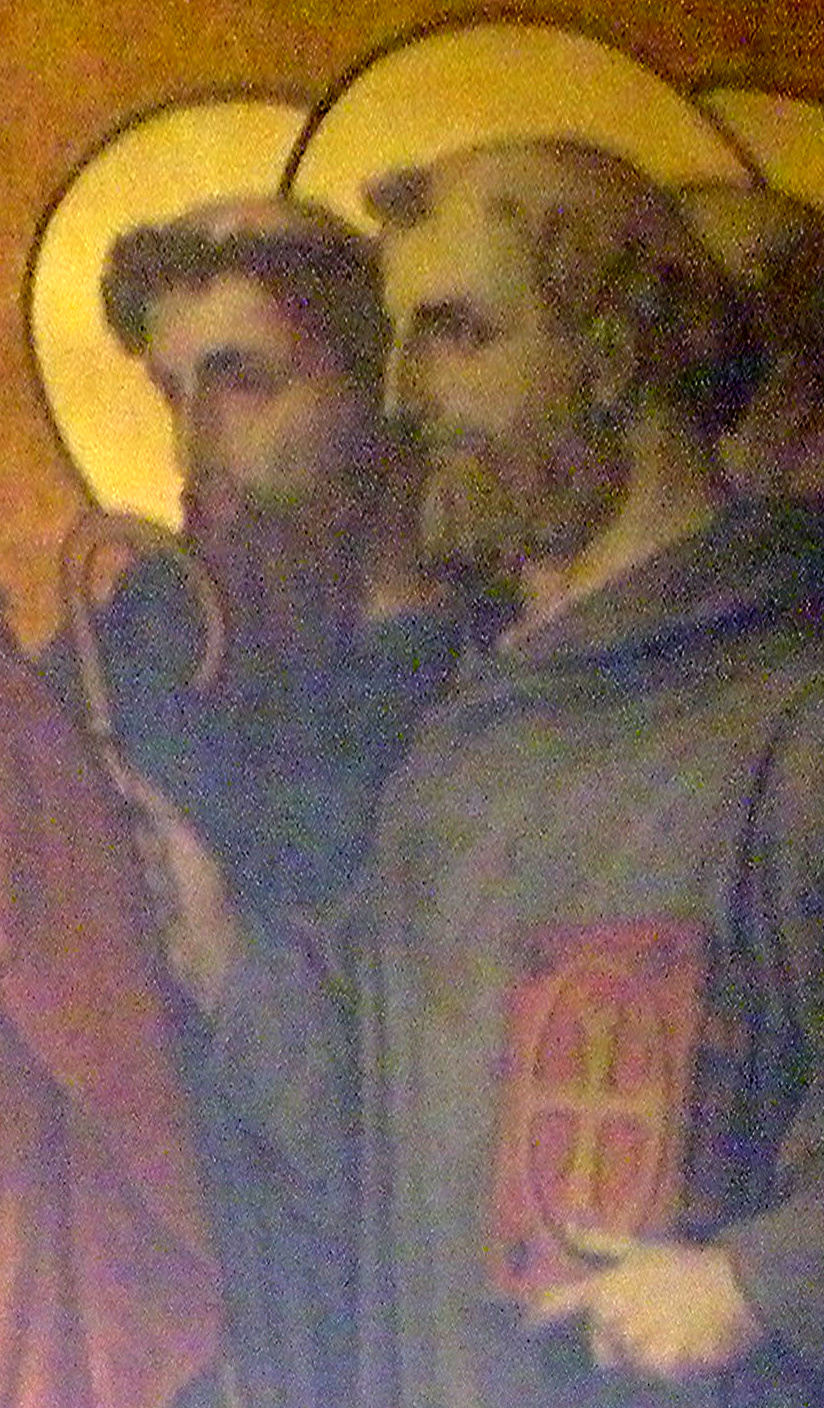
Roberto d'Arbrissel, fondatore del monastero di Fontevraud.

Il monastero di Wearmouth, in Inghilterra, fu fondato nel 674 da san Benedetto Biscop, che gli aggiunse nel 682 il monastero gemello di Jarrow. Pur trattandosi ancora di monasteri maschili, questa istituzione di monaci "non irlandesi" è talvolta detta "doppia".

### Basso Medioevo
Nella seconda metà del secolo XI e durante tutto il XII, segnati dalla riforma gregoriana, il prestigio della vita monastica era grande. Le vocazioni erano così numerose che i nuovi monasteri si moltiplicavano, soprattutto nelle campagne. Uomini sposati, parenti di monaci, vedove, spose, giovani fanciulle, famiglie intere si univano alle comunità o seguivano predicatori itineranti (Roberto d'Arbrissel, Raoul de la Futaie, Vitale di Mortain...) che si improvvisavano fondatori di monasteri: questi, folli di entusiasmo, fornivano conversi e converse ma anche monaci e monache.
Bisognava dunque alloggiare le monache: a quell'epoca vi erano pochi monasteri femminili e la maggior parte si trovavano nelle città. I monasteri doppi venivano talvolta creati ex novo, talvolta invece i priorati femminili nascevano collegati a monasteri maschili già in attività. In quest'ultimo caso la priora era sottomessa all'autorità di un priore che, con l'ausilio di un paio di monaci, era incaricato dall'abate di approvvigionare le monache, provvedendo anche alle loro necessità spirituali. A quell'epoca la maggior parte degli ordini maschili contavano anche monasteri femminili. L'Ordine cluniacense, ad esempio, ne contava quindici. Con qualche eccezione, le comunità erano dirette da un abate e non da una badessa. Il momento più forte delle istituzioni doppie ebbe luogo nei primi trent'anni del XII secolo: senza dubbio non vi furono mai tanti monasteri doppi in Francia come allora.
Ma nel 1139 il secondo concilio lateranense si mostrò poco favorevole ai monasteri doppi ed emise alcuni avvertimenti di cautela. La riduzione delle istituzioni doppie ebbe inizio a metà del secolo: alcuni monasteri tornarono semplici.

#### Alsazia

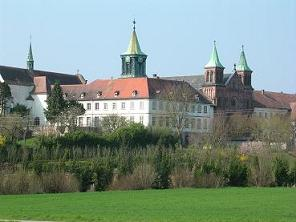
Monastero di Oenlenberg

Il monastero di Oelenberg fu fondato nel 1046 da Edwige di Dabo. Esso divenne monastero semplice dopo la partenza delle religiose per Cernay nel 1273.
Il monastero di Marbach fu fondato nel 1089 dal cavaliere Burcardo di Gueberschwihr. Esso divenne monastero semplice con la partenza delle religiose per Schwartzenthann prima del 1149.
Il monastero di Thierenbach fu fondato verso il 1130 da Pietro il Venerabile, abate dei cluniacensi.
Il monastero di Goldbach fu fondato nel 1135 dai monaci di Murbach e divenne monastero semplice nel XIII secolo, dopo la partenza dei monaci.

#### Svizzera
L'abbazia di Muri-Hermetschwil fu fondata verso il 1027. Essa fu riformata e trasformata in monastero doppio nel 1082 dai monaci di San Biagio.
L'abbazia doppia di Sciaffusa fu fondata nel 1049.
Il monastero di Beinwil fu fondato verso il 1100, reso doppio dal XII secolo e rimase tale fino a metà del XIII.
L'abbazia di Engelberg fu fondata dai monaci di Muri nel 1124.
L'Abbazia di Fischingen fu fondata nel 1138 da Ulrico II di Castell, vescovo di Costanza. Verso il 1210 contava 150 monaci e 120 monache.

#### Angiò

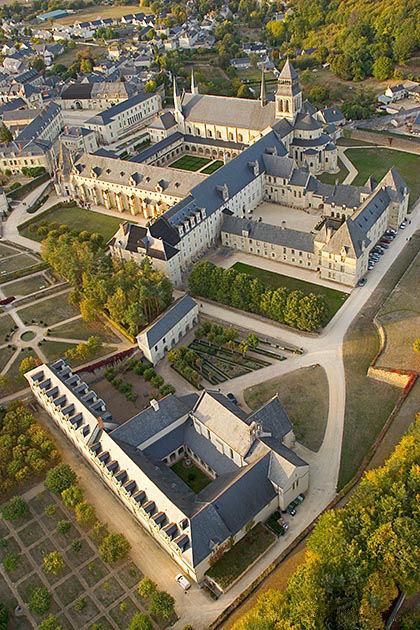
Due dei quattro monasteri di Fontevraud. In primo piano, il priorato di Saint-Lazare. In alto, a sinistra, il Grand-Moûtier (con l'abbaziale del XII secolo e, a destra, le infermerie).

Roberto d'Arbrissel fondò, nel 1101, l'abbazia doppia di Fontevraud. Essa è divisa in quattro monasteri vicini: il Grand-Moûtier (giovani vergini), Saint-Jean-de-l'Habit (fuori dal chiostro per gli uomini), San Lazzaro (lebbrosi, ammalati) e La Madeleine (anziane prostitute, donne sposate, vedove). Bretone, Roberto rinnovò la tradizione celtica: egli decise che, dopo la sua morte, fossero le badesse a dirigere le due comunità, il che avvenne fino al 1792. Nel corso dei secoli furono fondati 150 priorati dell'ordine di Fontevraud. Essi rimasero doppi fino all'inizio del XV secolo.

#### Bretagna
Vecchio compagno di Robert d'Arbrissel, Raoul de La Futaie fondò nel 1112 l'abbazia doppia del Nid-au-Merle. Il monastero maschile si trovava a la Butte-aux-Moines, 200 metri da quello femminile. Le monache avevano il compito di assolvere alle necessità temporali, i monaci a quelle spirituali e agli Uffici divini.. Le due comunità erano presiedute dalla badessa. Si ignora quando il monastero maschile sia stato soppresso, forse nel XII secolo.

#### Normandia
L'abbazia di Savigny, in Normandia, fu fondata nel 1112 da San Vitale di Mortain, che ne divenne abate. Il monastero femminile fu collocato a circa 500 passi da quello maschile, alla Prise aux Nonnes, all'inizio della foresta, ma otto anni dopo le monache si allontanarono al priorato della Blanche (o abbey Blanche), presso Mortain, ove la sorella di Vitale, santa Adelina, aveva fondato il monastero femminile di Mortain.
Tre monaci ebbero allora l'incarico di celebrare gli Uffici Divini, amministrare i sacramenti e assicurare gli approvvigionamenti. L'abate visitava annualmente il priorato.  Questo modus operandi continuò per due secoli dopo la fusione, avvenuta nel 1147, dell'ordine di Savigny con l'Ordine Cistercense.

#### Piccardia
L'abbazia di Prémontré, in Piccardia, fu fondata da san Norberto nel 1120,.

#### Limosino

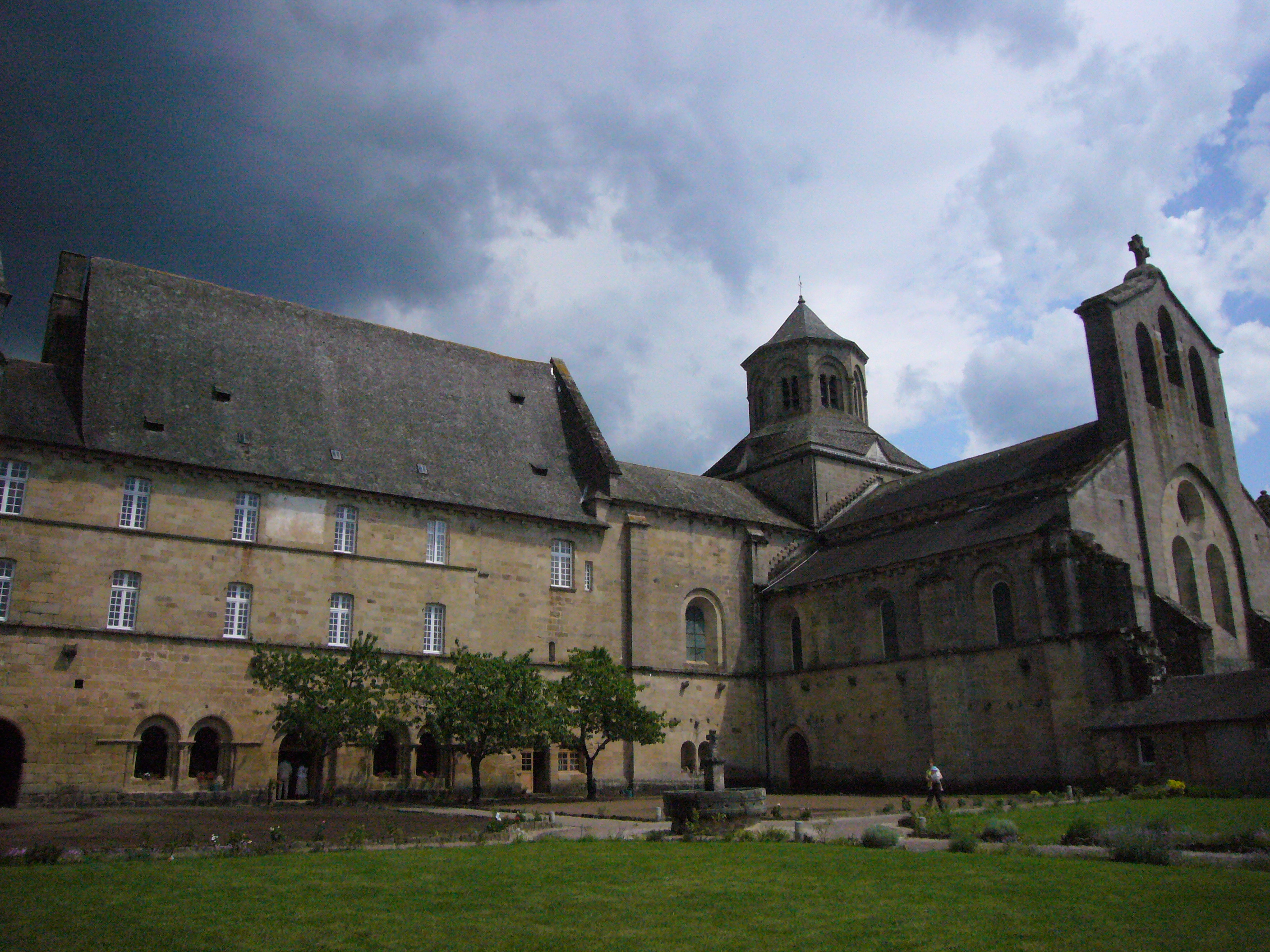
Abbazia doppia d'Aubazine-Coyroux: monastero maschile ed abbaziale ad Aubazine.

Il monastero d'Aubazine nel Limosino, fu fondato da Stefano di Vielzot nel 1120.
Nella Vita sancti Stephani Obasiniensis, un monaco di Aubazine-Coyroux descrive in dettaglio la vita in questo monastero doppio. Inizialmente le monache vivevano, libere di muoversi, in fabbricati separati a qualche distanza dal monastero maschile. Esse raggiungevano quello maschile per partecipare alla vita religiosa. Nel 1142 il vescovo di Limoges fece rinchiudere la comunità femminile in un convento distante 600 metri da quello maschile, al Coyroux. Ormai, quando il frate procuratore si presentava per approvvigionare le monache, doveva entrare in un locale a due ingressi e ritirarsi prima che la suora-portinaia vi entrasse a sua volta per ritirare le provviste fornite.. L'abbazia fu integrata nell'ordine cistercense nel 1147.

#### Inghilterra
Sempringham, nel Lincolnshire (Inghilterra), fu eretto verso il 1130. Esso fu il primo di tredici monasteri fondati da san Gilberto, nove dei quali erano doppi e contavano ciascuno quattro comunità: monache, sette canonici, laici conversi e conversi. I monasteri gilbertini erano raggruppati sotto l'autorità assoluta di un prore generale che li visitava in continuo. L'Ordine di San Gilberto contava ben ventisei istituti allorché fu sciolto da Enrico VIII nel 1538.

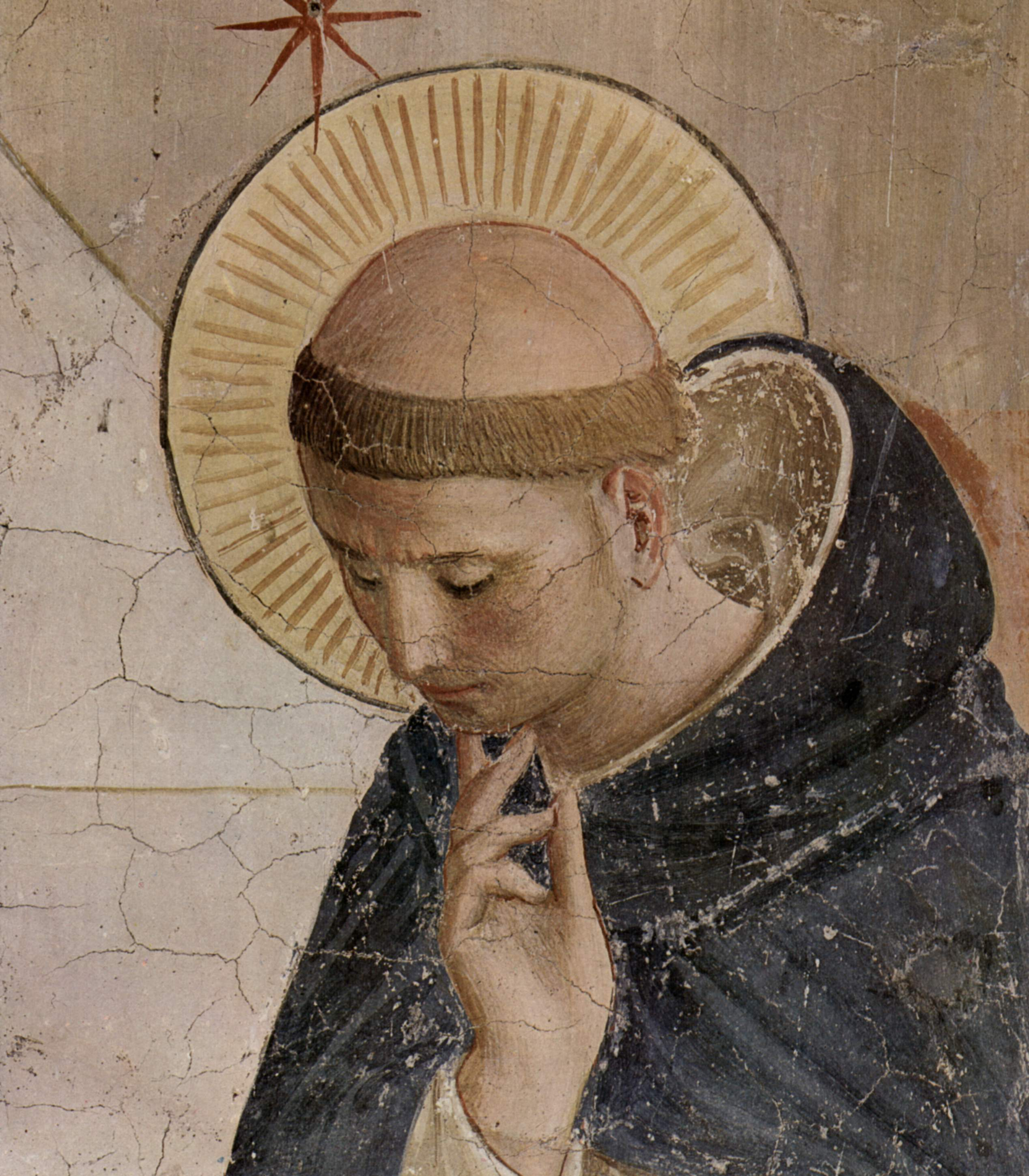
San Domenico.

Priorato gilbertino, St. Mary of Watton, nello Yorkshire, fu fondato nel 1150 da Eustace fitz John Esso sarebbe stato teatro del miracolo della Religiosa di Watton, riferito da Sant'Aelredo.

#### Lauragais
Il monastero di Prouilhe fu fondato da San Domenico e da Diego di Osma il 27 dicembre 1206. Ma fu solo gradualmente che si giunse a un effettivo complesso monastico, nel senso in cui lo s'intende oggi: inizialmente non si trattò che di un gruppo di una dozzina di donne, suddivise in due o tre case appartenenti a privati, a Fanjeaux e a Prouilhe stesso.
Una comunità maschile s'installò nella località l'anno successivo. Può darsi che nel 1211 fossero stati costruiti edifici specifici per riunirvi le donne, il cui numero era aumentato a una ventina.. Prouilhe contava di conseguenza due chiese e due conventi. Questa istituzione fu all'origine dello sviluppo dell'Ordine dei domenicani e delle domenicane.

#### Italia
Il monastero francescano di Santa Chiara di Napoli fu costruito fra il 1310 ed il 1328 da Roberto d'Angiò e da Sancha di Maiorca.

#### Svezia
Nel 1346 santa Brigida fondò l'abbazia doppia di Vadstena. Fu la prima fondazione dell'ordine di Santa Brigida (o ordine del Santissimo Salvatore) che ammettesse monasteri doppi, diretti da una badessa.

### Oggigiorno

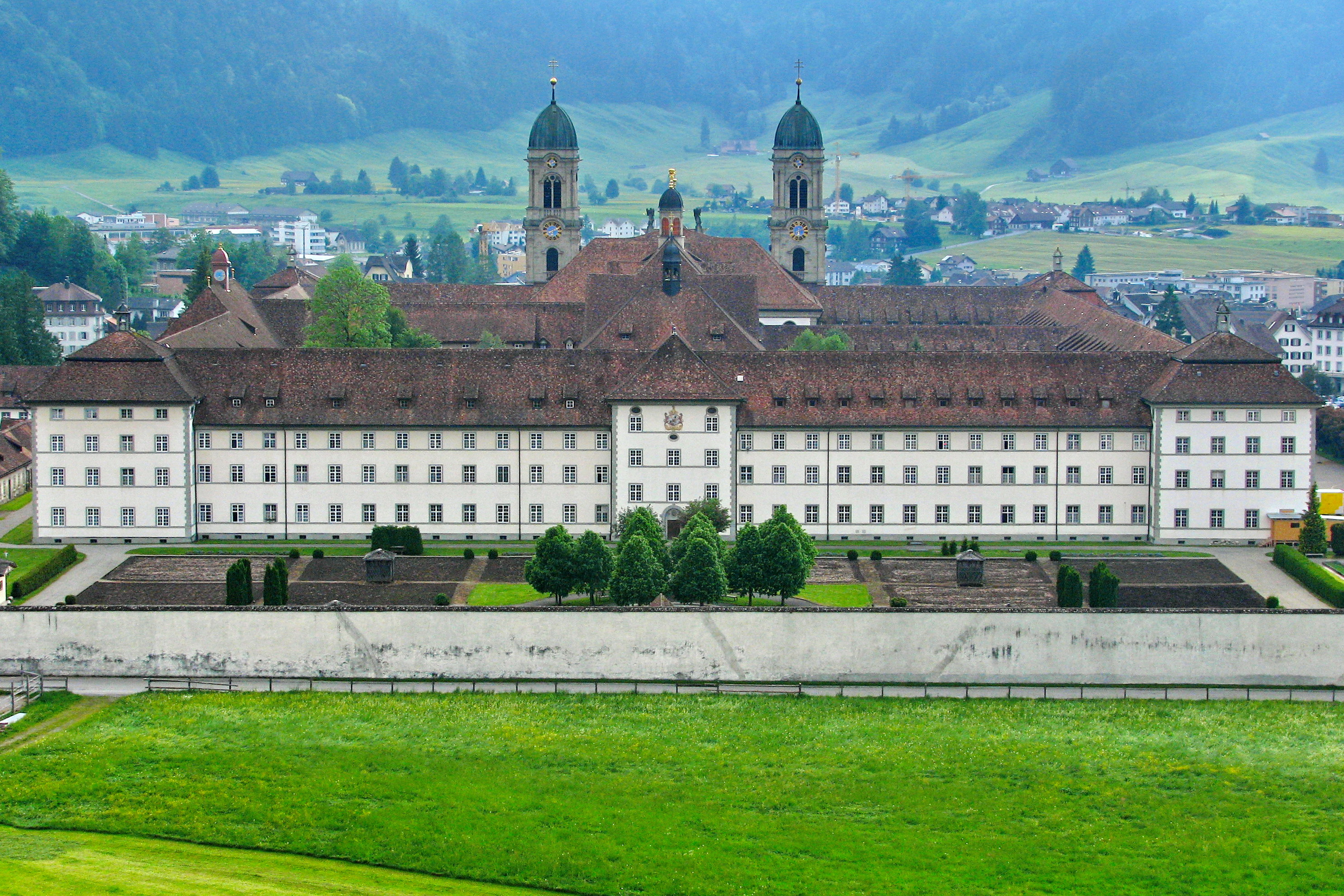
Abbazia doppia di Fahr-Einsiedeln: il monastero maschile di Einsiedeln.

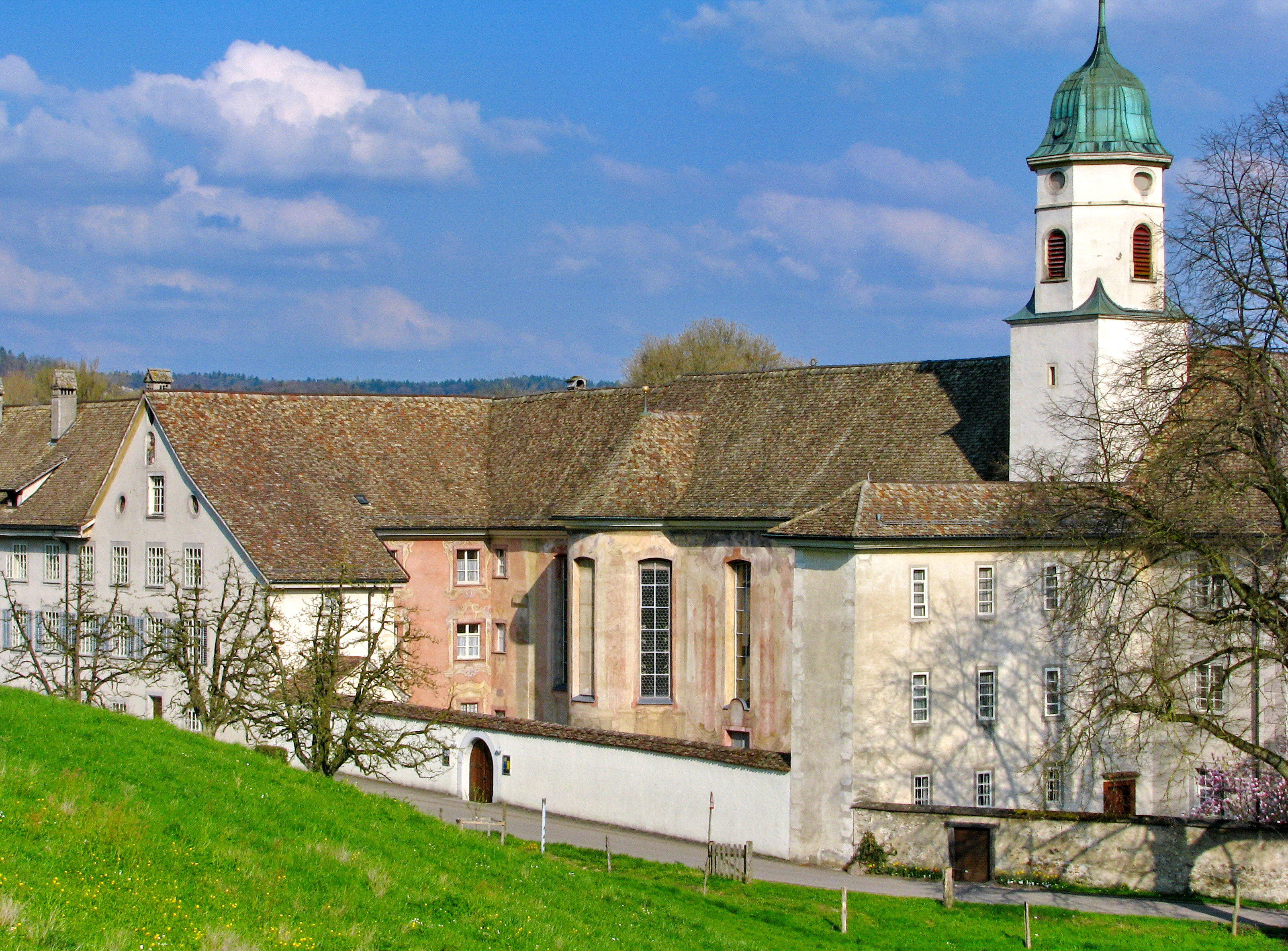
Abbazia doppia di Fahr-Einsiedeln: il monastero femminile di Fahr.

Il monastero maschile di Einsiedeln (Svizzera), fondato nel 934 da Bennone di Metz, divenne doppio nel 1130, con il monastero femminile di Fahr. Quest'abbazia benedettina è tuttora doppia. Posta sotto la direzione di un abate, nel 2007 contava 80 monaci e 28 monache, unico monastero benedettino al mondo ove un abate è a capo di comunità maschile e femminile.
La tradizione doppia è parimenti rimasta presso le Chiese ortodosse. Così il monastero di Saint-Silouane, nel dipartimento della Sarthe, fondato nel 1990 da padre Syméon, ove monaci e monache sono alloggiati in edifici separati. La comunità comprende diciassette membri che condividono preghiere, pasti e qualche lavoro in comune..

## Organizzazione della vita
Si sa molto poco dell'organizzazione dei monasteri doppi. Essa si è certamente evoluta nel corso dei secoli, secondo quanto le idee di castità e celibato hanno guadagnato terreno.

### Clausura

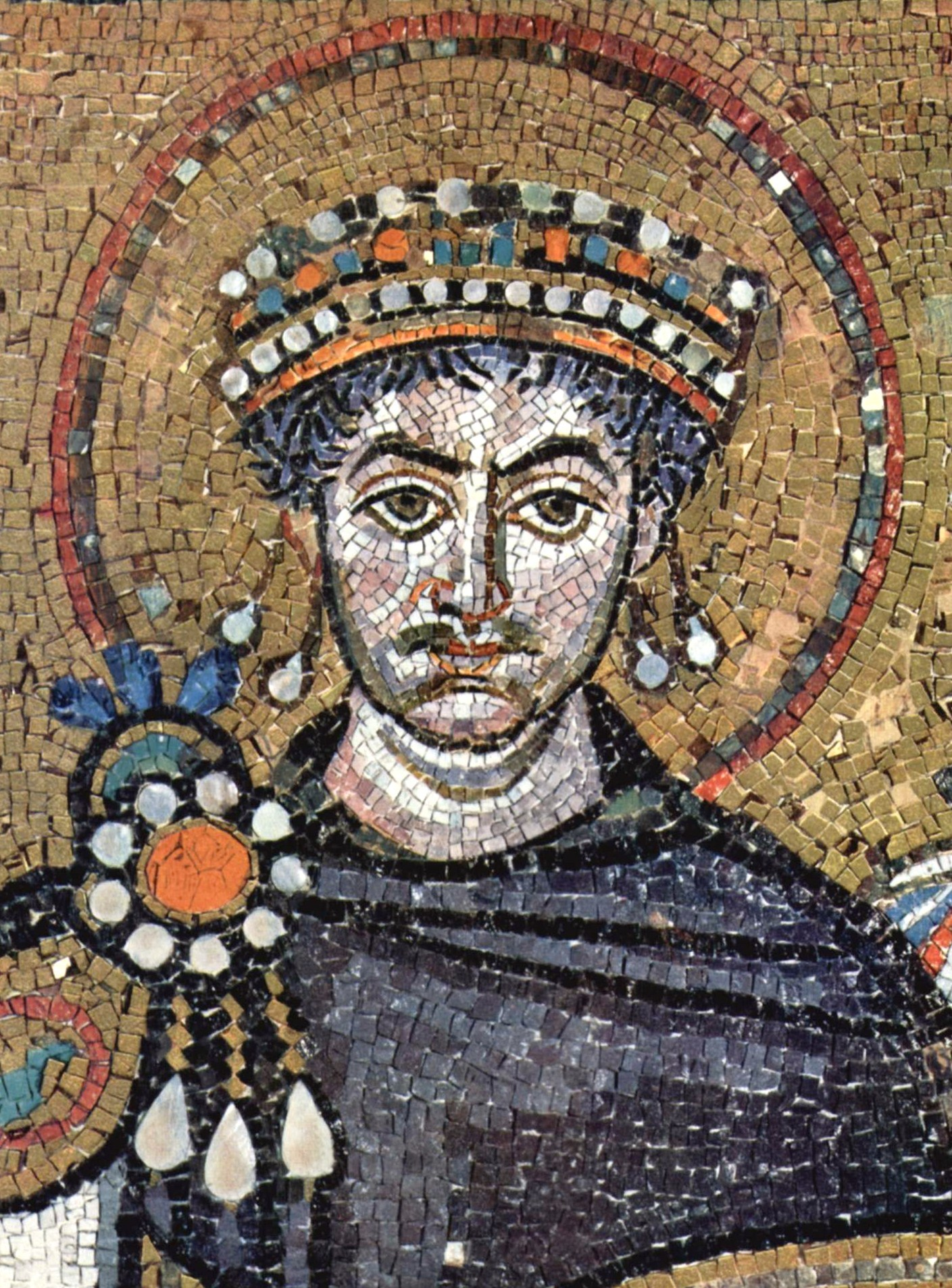
L'imperatore Giustiniano.

Per quanto riguarda le donne, le regole di clausura dei monasteri doppi seguì sensibilmente l'evoluzione di quelle dei monasteri solo femminili. All'inizio essa non esisteva e quando comparve, fu solo "passiva" (esclusione di estranei e visitatori). Poi divenne anche "attiva" (divieto di uscita, persino per le badesse). Infine essa divenne più o meno rigida a seconda dei singoli ordini.
Nel IV secolo, nella regola di san Pacomio, non si parlava di clausura. Ciò nonostante i rapporti fra monaci e monache erano disciplinati esplicitamente: non si poteva uscire senza autorizzazione, non si potevano combinare incontri se non alla presenza di terzi, ecc.
Nel 529 l'imperatore Giustiniano definì alcune regole per la coabitazione nei monasteri doppi. I locali per i monaci e quelli per le monache dovevano essere separati. Le monache potevano uscire e anche alloggiare altrove, salvo che nel monastero maschile. Tre monaci venivano messi a disposizione per le esigenze delle monache, ma essi potevano rivolgersi solo alla madre superiora.
Nell'Ordine cluniacense, nel XII secolo, la clausura femminile era molto rigida e perpetua.
A Fontevraud, al contrario, estranei e pellegrini potevano entrare all'interno. Inoltre l'espansione dell'Ordine aveva bisogno di fondi ed era difficile rifiutare a un donatore ricco e potente una visita all'abbazia, nel qual caso le monache dovevano celarsi. L'espansione inoltre implicava la necessità di ripartire le monache fra diversi priorati, il che costituiva un'occasione di uscita dalla clausura.

### Uffizi e sacramenti

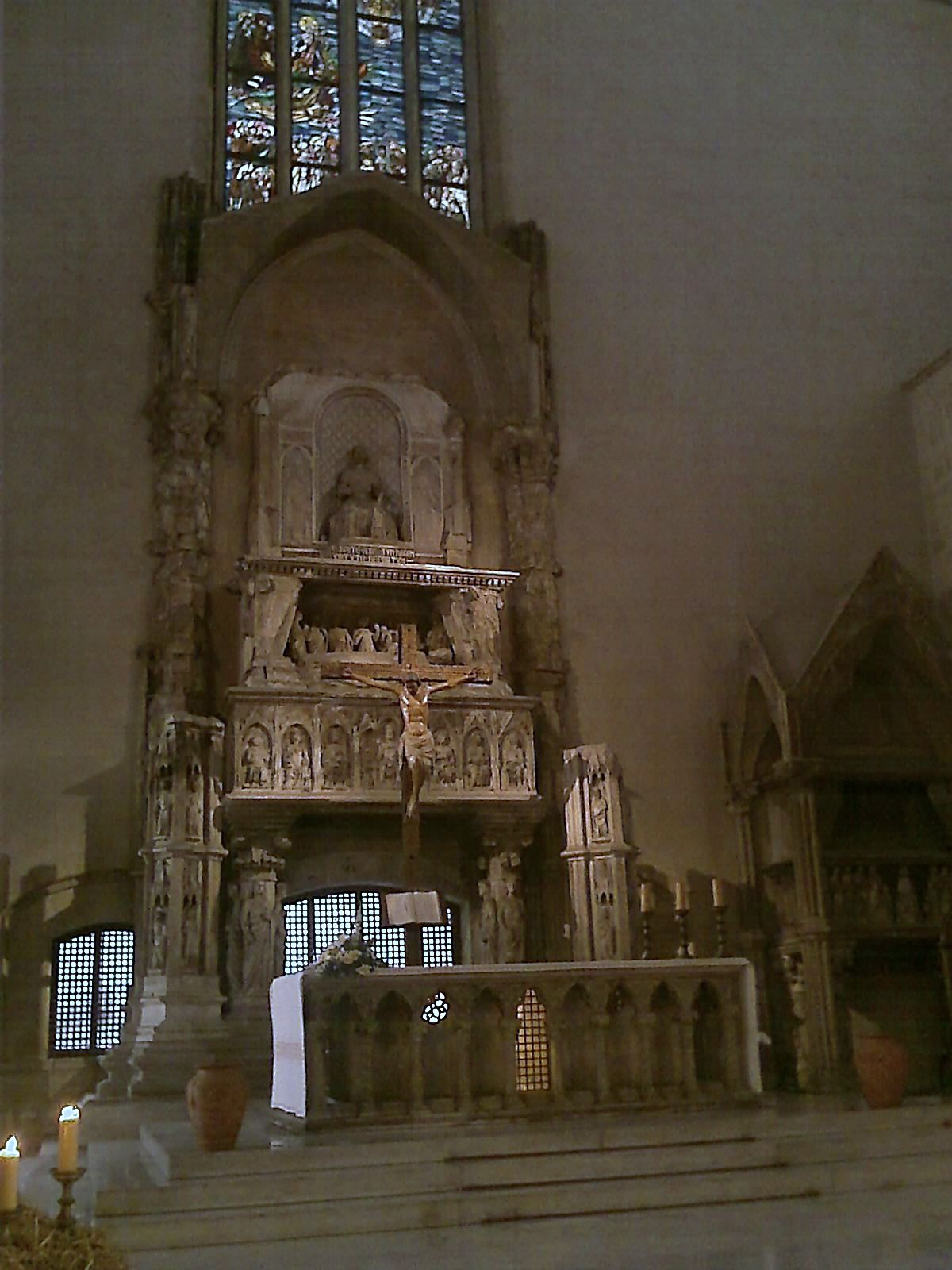
Santa Chiara di Napoli: altar maggiore, tomba di Roberto d'Angiò e le aperture che consentivano alle clarisse di assistere ai Sacri Uffici.

Nonostante che monaci e monache vivessero separatamente, essi si riunivano per assistere agli Uffici Divini e accostarsi ai Sacramenti. Talvolta la chiesa era unica, altre volte ciascuna comunità aveva la propria chiesa. Ma in entrambi i casi si dovevano escogitare soluzioni per evitare che le due comunità s'incontrassero:
- Al Coyroux (il monastero femminile dell'abbazia di Aubazine-Coyroux), la navata s'inscrive nel quadrato che disegna il monastero, mentre il coro si trova nella sporgenza fuori della clausura: esso è forato da un ingresso che dà sull'esterno e che permette agli officianti di accedervi. Le religiose prendono dunque posto nella navata, separata dal coro da un muro[65]. Un'apertura è praticata in questo muro, chiusa da una grata in ferro, velata da una tenda e provvista di uno sportello che permette alle religiose di ricevere la comunione. I celebranti e i padri spirituali non hanno mai accesso all'altro lato del muro.[52].
- A Santa Chiara di Napoli, la chiesa è priva di abside. Dietro l'altar maggiore si trova la tomba di Roberto d'Angiò e, dietro questa tomba, un muro separa lo spazio principale da un "retrocoro"[66] dal quale le clarisse possono assistere alla Messa, senza essere viste, attraverso tre aperture con griglia di ferro e coperte da velatura.
- Ogni monastero gilbertino è diviso in due parti da un muro: le religiose vivono a nord, i canonici a sud (salvo che a Sempringham ed a Watton, ove i canonici sono sistemati a una certa distanza, a nord-est). Vi è una sola chiesa. Un muro la divide nel senso della lunghezza, in modo ineguale. La parte nord, la più importante, è riservata alle religiose, quella a sud ai canonici, i quali non possono accedere alla parte nord che per celebrare la Messa.[54].
- A Notre-Dame du Nid-au-Merle, almeno nel 1557, la crociera del transetto, riservata alle monache, è cloisonné.[67] Alcuni passaggi permettono di circolare tra la navata e le crociere. Gli uomini non entrano mai nello spazio di vita delle donne: è nella crociera del transetto che le morenti vengono trasportate per ricevere gli ultimi sacramenti.